# Elisabeth Rynell
Elisabeth Ingrid Marianne Rynell, född 17 maj 1954 i Stockholm, är en svensk författare och poet. Hon är systerdotter till konstnären Ulf Trotzig och arkeologen Gustaf Trotzig.

## Författarskap
Elisabeth Rynell har beskrivits som en hängiven upptäcktsresande i Västerbottens och Norrbottens läns inland men som också genom sitt bildspråk gett starka bilder av sina egna inre landskap. Romanerna är skrivna på ett vackert,  nästan ålderdomligt språk. Som i de tidigare romanerna Hohaj, Till Mervas och Hitta hem finns det i den senaste romanen, Moll (2017), en vandrande, sökande kvinna som befinner sig i en öde norrländsk landsbygd. Handlingen i Moll kan till det yttre uppfattas dystopisk och samtidigt reflekterande över aktuella samhällsfrågor: avfolkningen av landsbygden och en åldrande befolkning. I inre bemärkelse är huvudpersonen på väg mot ett slags frihet och samtidig försoning med sitt livsöde.
Rynell arbetade åren 1975–1979 med stenciltidningen Proseläten. Hon är bosatt i Stockholm. År 2012 utsågs hon till hedersdoktor vid Umeå universitet, där hon under flera år varit verksam som gästlärare på humanistiska fakulteten.
I essäsamlingen Skrivandets sinne, 2013 skriver Elisabeth Rynell bland annat om sin mångåriga nära relation till författarkollegan Sara Lidman.

## Priser och utmärkelser
- 1987 – Dan Andersson-priset
- 1988 – Beskowska resestipendiet
- 1997 – Tidningen Vi:s litteraturpris
- 1997 – Aftonbladets litteraturpris
- 1997 – Gun och Olof Engqvists stipendium
- 1997 – Östersunds-Postens litteraturpris
- 1998 – Sveriges Radios Romanpris för Hohaj
- 2003 – TCO:s kulturpris
- 2004 – Aniarapriset
- 2007 – Doblougska priset
- 2011 – Aspenströmpriset
- 2014 – Eyvind Johnsonpriset
- 2014 – Norrlands litteraturpris för Skrivandets sinne
- 2014 – Sara Lidman-priset[6]
- 2017 – Samfundet De Nios Vinterpris[7]
- 2022 – Gerard Bonniers pris